# Мейбл Габбард Белл
Мейбл Габбард Белл, при народженні Мейбл Ґардінер Габбард (25 листопада 1857 — 3 січня 1923) — американська підприємиця. Донька бостонського юриста Ґардінера Ґріна Габбарда. В шлюбі з Александером Ґремом Беллом взяла ім'я Мейбл Белл.
З моменту залицяння Мейбл із Ґремом Беллом у 1873 році й до його смерті в 1922 році Мейбл стала й залишалася найвпливовішою особою у його житті. Переповідають, що Белл проводила телекомунікаційні експерименти, намагаючись відновити свій слух:1.

## Життєпис

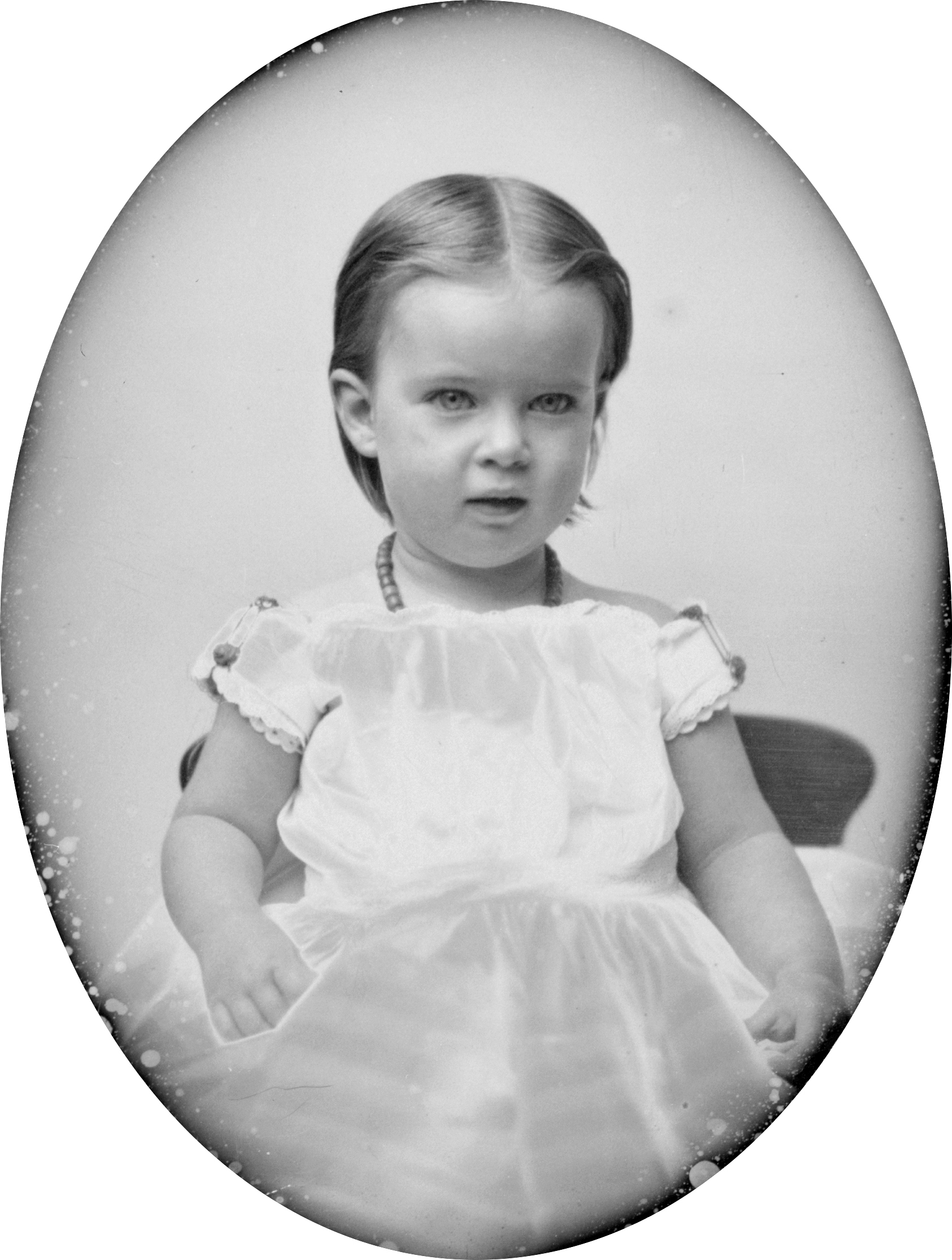
Мейбл Габбард Ґардінер, бл. 1860

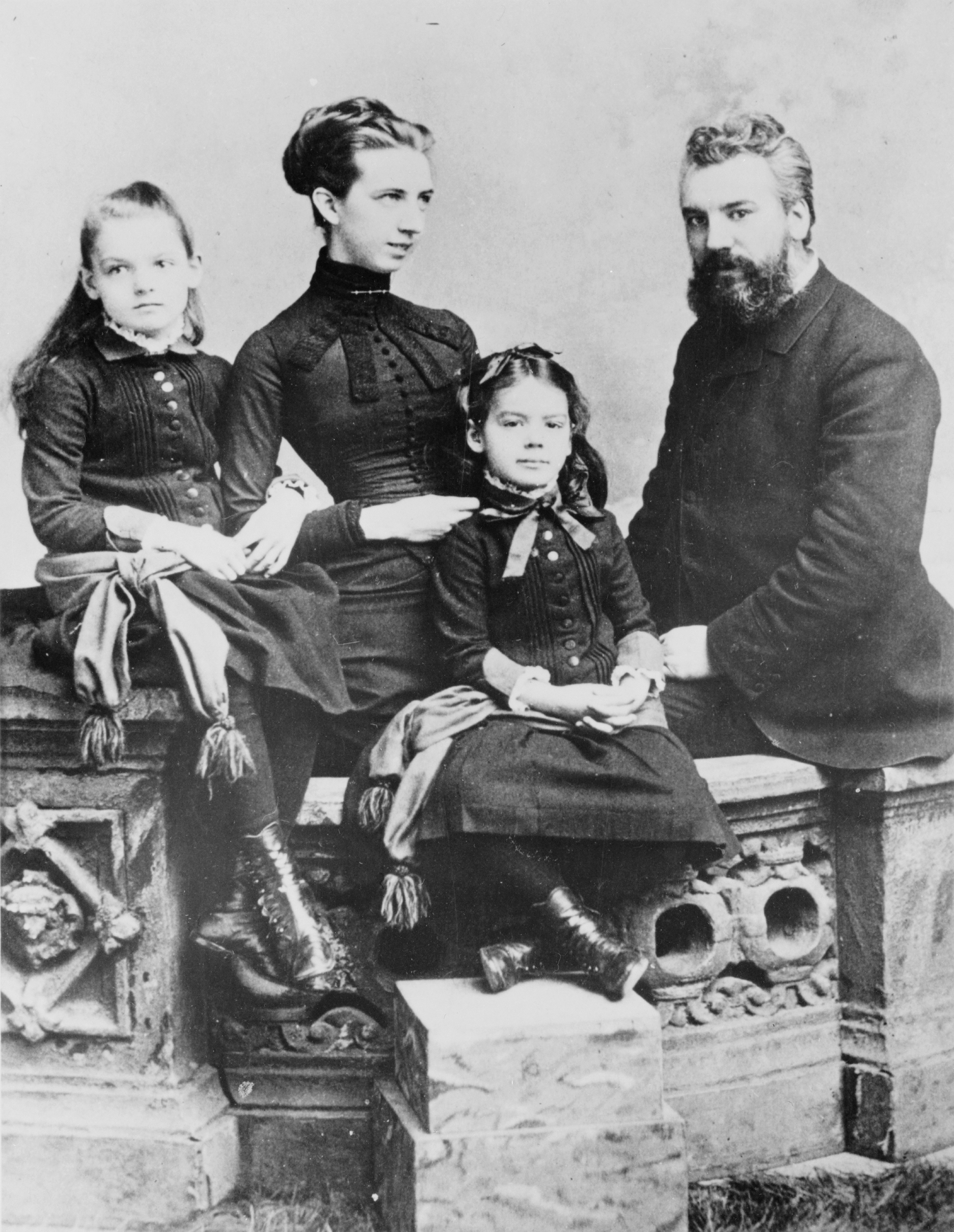
Мейбл Ґардінер Габбард зі своїм чоловіком Александром Ґремом Беллом і їхніми дочками Елсі (ліворуч) і Меріен (1885).

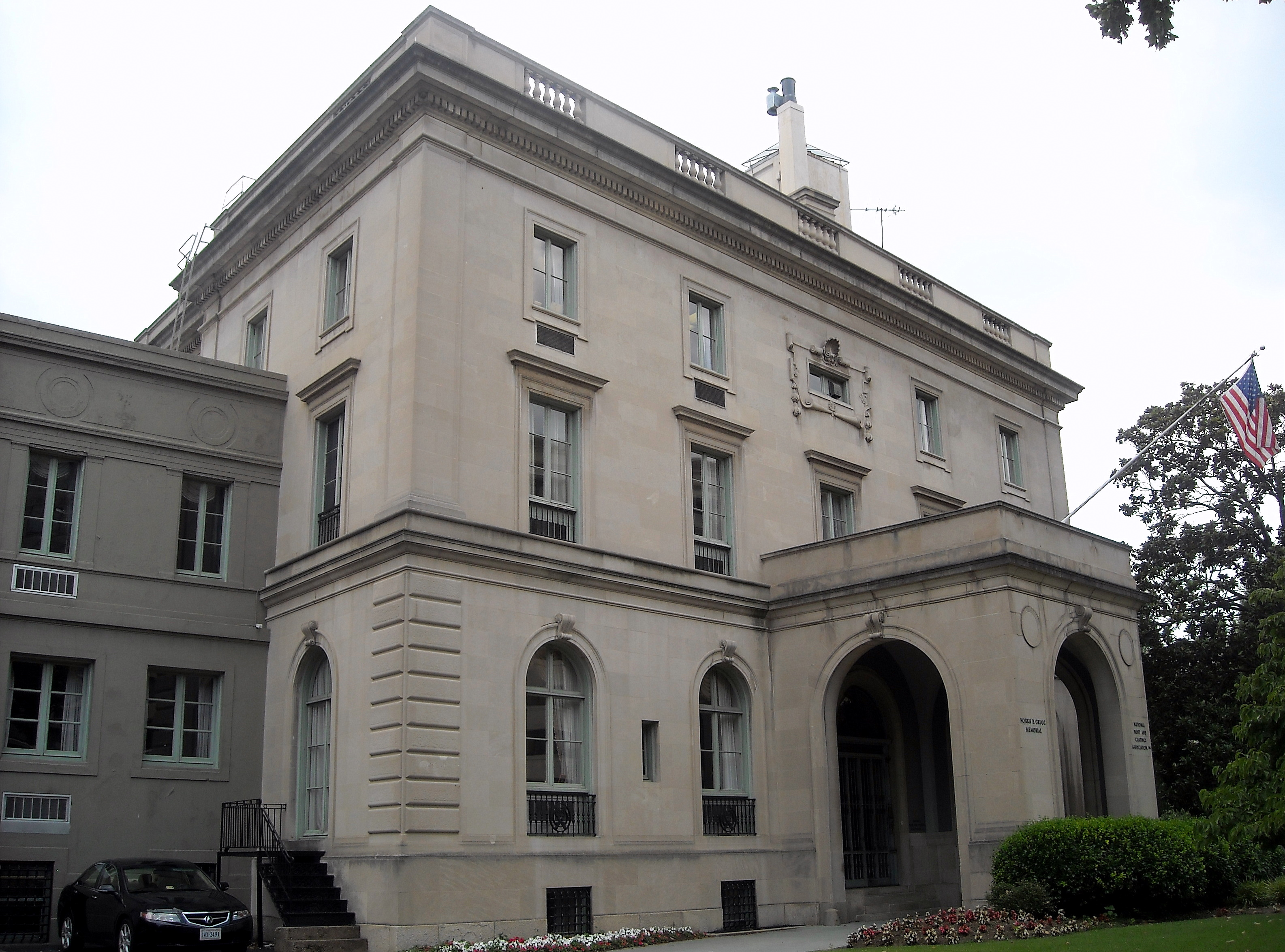
Особняк Бродгед-Белл-Мортон, будинок Беллів у 1882–1889 рр. у Вашингтоні, округ Колумбія, як він виглядав у 2008 році.

Мейбл Ґардінер Габбард народилася 25 листопада 1857 року в Кембриджі, штат Массачусетс, США, у родині Ґардінера Ґріна Габбарда та Ґертруди Мерсер МакКерді. Вона перенесла дуже важкий, мало не смертельний, випадок скарлатини близько до її п'ятого дня народження в 1862 році, коли відвідувала своїх дідуся та бабусю по материнській лінії в Нью-Йорку, і після цього залишилася назавжди та повністю глухою. Хвороба також уразила вестибулярний апарат її внутрішнього вуха, внаслідок чого вона втратила відчуття рівноваги настільки, що їй було дуже важко ходити вночі в темряві.
Мейбл надихнула свого батька на участь у заснуванні першої усної школи для глухих у США, Школи для глухих Кларка. Здобувши освіту як у Штатах, так і в Європі, вона навчилася як розмовляти, так і читати по губах з великою майстерністю кількома мовами. Крім того, значною мірою завдяки зусиллям її батьків, вона була однією з перших глухих дітей у країні, яких навчили читати по губах і говорити, що дозволило їй легко і майже повністю інтегруватися у світ чуючих, що було подією, цілковито екстраординарною серед глухих осіб того часу.
На підтримку зусиль своїх батьків збільшити фінансування навчання глухих, Мейбл дала свідчення перед слуханнями в Конгресі в молодому віці. Вона уникала спільноти глухих до свого середнього віку, коли її батьки померли і передали їй обов'язки благодійної допомоги для товариств глухих. Факт тривалого життя поза контактами зі спільнотою глухих пізніше критично трактували як свідчення того, що вона нібито соромилася своєї вади.
За свідченнями сучасників «сильна і впевнена в собі», Мейбл Габбард стала однією з учениць Ґрема Белла в його новій школі для глухих, а згодом і його близькою особою. Вони одружилися 11 липня 1877 року в будинку її батьків у Кембриджі, коли їй було 19 років, вона була на 10 років молодша за Белла. Разом у них було четверо дітей, у тому числі дві дочки: Елсі Мей Белл (1878–1964), яка вийшла заміж за Ґілберта Гові Ґровенора з National Geographic, і Меріен Габбард Белл (1880–1962), яку кликали «Дейзі», і яку Белл майже назвав був «Фотофон» після її народження.
Габбард також народила двох синів, Едварда (1881) і Роберта (1883), обидва з яких померли незабаром після народження, залишивши родину без спадкоємців по чоловічій лінії. З 1877 року вони з «Алеком», як вона воліла називати Белла, жили у Вашингтоні, округ Колумбія, у своєму будинку, в особняку Бродгед-Белл, який вони займали протягом кількох років, а з 1888 року все частіше проживали у своєму Бейн-Бріґ (гельською мовою «Гарна Гора»), маєтку у Кейп-Бретоні, Нова Шотландія, Канада.
Після смерті Белла в 1922 році Габбард поступово втрачала зір і все більше потребувала опіки своїх дочок, віддаляючись у світ мовчазної темряви. Вона померла від раку підшлункової залози в будинку своєї дочки Меріен, у Чеві-Чейз, штат Меріленд, менш ніж через рік після свого чоловіка. Обоє поховані біля свого дому на горбі в їхньому маєтку Beinn Bhreagh. Її прах поховали на могилі Александра рівно через рік, до години, після його поховання:208.Сьогодні вони разом спочивають біля вершини своєї «прекрасної гори» свого маєтку з видом на озеро Бра-д'Ор, під простою гранітною брилою.

## Глуха до протестів Белла

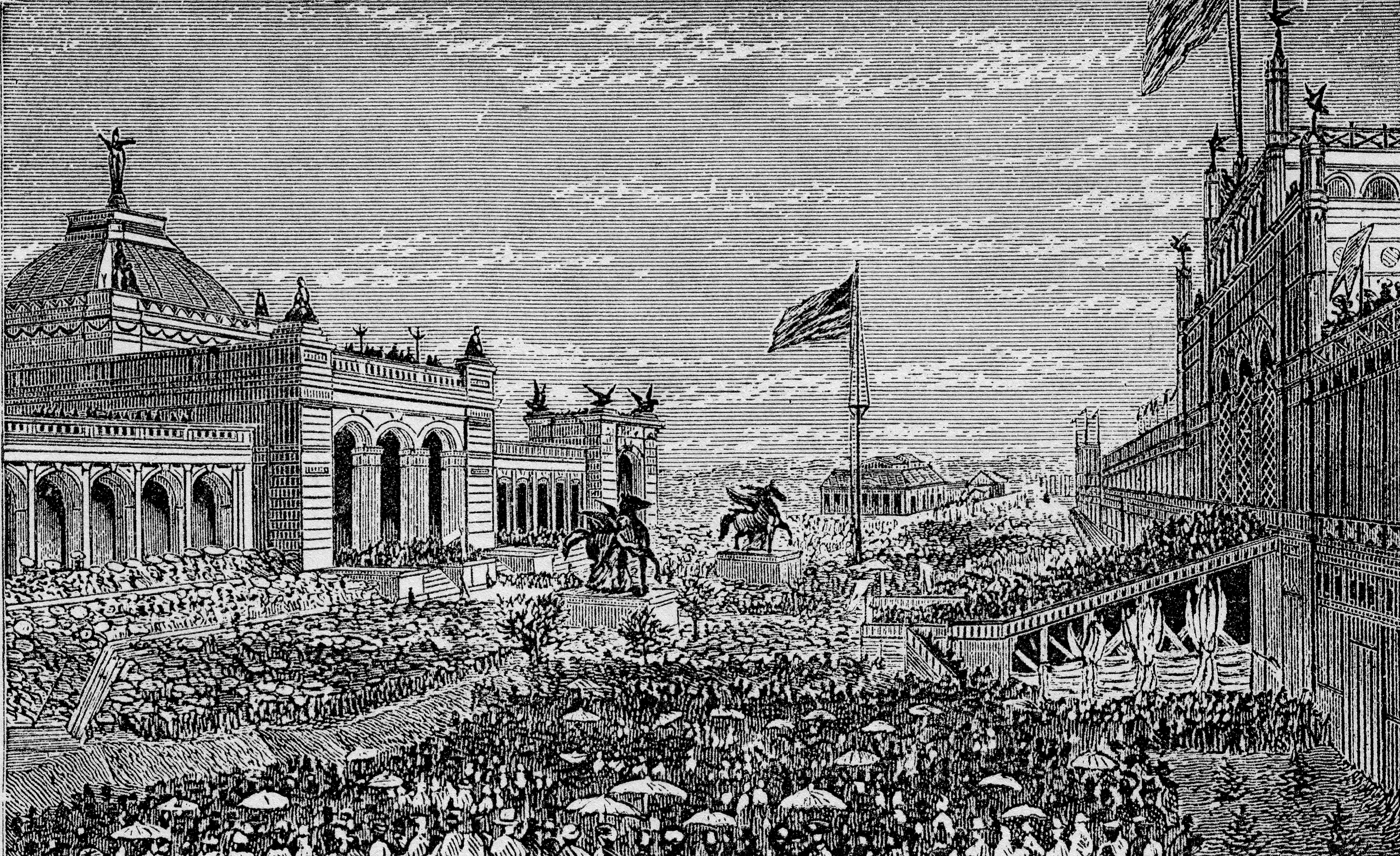
Столітня виставка у Філадельфії в 1876 році принесла Беллам міжнародну славу.

Габбард опосередковано спричинилася до раннього комерційного успіху її чоловіка після того, як він створив телефон. Виставка до сторіччя США у Філадельфії в 1876 році зробила нещодавно винайдений телефон Беллом популярним у всьому світі. Судді конкурсу — Правитель Бразильської імперії Дом Педро II і видатний британський фізик Вільям Томсон (лорд Кельвін) рекомендували його пристрій Комітету нагород з електротехніки, який присудив Беллу золоту медаль за електричне обладнання. Белл також отримав другу золоту медаль за видиме мовлення на його додатковій експозиції на виставці, що сприяло його світовій славі. Белл, який тоді був штатним викладачем, навіть не планував виставлятися на ярмарку через напружений графік викладання та підготовку до іспитів своїх студентів. Він поїхав туди лише через вперте наполягання нареченої та майбутньої дружини.
Габбард знала про небажання Белла виставлятись та демонструвати свої роботи. Вона потайки купила йому квиток на потяг до Філадельфії, спакувала його сумку, а потім відвезла несвідомого Белла на залізничний вокзал Бостона, де сказала своєму враженому нареченому, що він має їхати. Коли Белл став сперечатися, Габбард відвернула від нього погляд, таким чином ставши буквально глухою до його протестів.

## Власність акцій у Bell Telephone Company
Телефонна компанія Bell була організована 9 липня 1877 року батьком Мейбл Габбард Ґардінером Ґріном Габбардом, який володів 1387 з 5000 випущених акцій і мав титул «довіреної особи». Чоловік Мейбл Александер Белл володів 1497 акціями. Белл негайно передав усі свої акції, крім 10, як весільний подарунок своїй нареченій. Трохи пізніше, безпосередньо перед від’їздом у довгу весільну подорож Європою, Габбард підписала довіреність, якою передала контроль над її акціями її батькові. Це зробило Ґардінера Габбарда де-факто президентом і головою Bell Telephone Company, яка згодом перетворилася на American Telephone & Telegraph (відому також як AT&T), тривалий час найбільшу телефонну компанію у світі.

## Підтримка досліджень аеронавтики
Габбард була дуже розумною, але зазвичай вважала за краще залишатися на задньому плані, поки Белл проводив наукові дискусії та зустрічі зі своїми колегами — протягом багатьох десятиліть вона регулярно влаштовувала щосереди вечірні інтелектуальні салони в їхній домашній вітальні, сумлінно задокументовані в багатьох томах його «домашніх нотаток». Проте Габбард твердо вірила, що транспортний засіб, важчий за повітря, може бути створений для польоту, і вона надихнула та фінансувала для цього близько 20 000 канадських доларів, що було значною сумою в 1907 році (приблизно 450 000 доларів у вартості 2008 року).
У той час Габбард продала частину своєї нерухомості та віддала цю суму грошей своєму чоловікові та чотирьом іншим особам для заснування Асоціації експериментальної аеронавтики (AEA) з метою побудови «практичного літального апарата», першого в Канаді транспортного засобу, важчого за повітря, Silver Dart. Ґрунтуючись на їхніх наукових експериментах, літак, який вони спроектували та побудували, включав кілька технічних нововведень, які раніше не були винайдені для польоту, включаючи бічний контроль за допомогою елеронів. Частково через заснування AEA, а також за заснування соціальних і освітніх закладів, вона була названа національною історичною особою Канади в 2018 році .

## Подальше читання
- Grosvenor, Edwin S. and; Wesson, Morgan (1997). Alexander Graham Bell: The Life and Times of the Man Who Invented the Telephone. New York: Harry N. Abrahms, Inc. ISBN 0-8109-4005-1.
- Mackay, James (1997). Sounds Out of Silence: A life of Alexander Graham Bell. Edinburgh: Mainstream Publishing Company. ISBN 1-85158-833-7.
- MacKenzie, Catherine (1928). Alexander Graham Bell. Boston: Grosset and Dunlap. ISBN 978-0-7661-4385-2.
- MacLeod, Elizabeth (1999). Alexander Graham Bell: An Inventive Life. Toronto: Kids Can Press. ISBN 1-55074-456-9.
- Matthews, Tom L. (1999). Always Inventing: A Photobiography of Alexander Graham Bell. Washington, DC: National Geographic Society. ISBN 0-7922-7391-5.
- Waite, Helen Elmira. (1961). Make A Joyful Sound: The Romance of Mabel Hubbard and Alexander Graham Bell. Macrae Smith Company. ISBN 9781258250607.
- Obituary of Mrs. Mabel Gardiner Bell. The New York Times. 23 січня 1923.
- Holcomb, Stakley, Majoriebell; Wood, Sharon (1989). Deaf women: a parade through the decades. Berkeley, California: Dawn Sign Press. с. 191. ISBN 978-0-915035-28-1.

## Зовнішні посилання
- Вікісховище має мультимедійні дані за темою: Мейбл Габбард Белл
- Alexander & Mabel Bell Legacy Foundation